# (34529) 2000 SD212
2000 SD212 (asteroide 34529) é um asteroide da cintura principal. Possui uma excentricidade de 0.07751520 e uma inclinação de 15.15838º.
Este asteroide foi descoberto no dia 25 de setembro de 2000 por LINEAR em Socorro.